# Catedrala Nouă din Salamanca

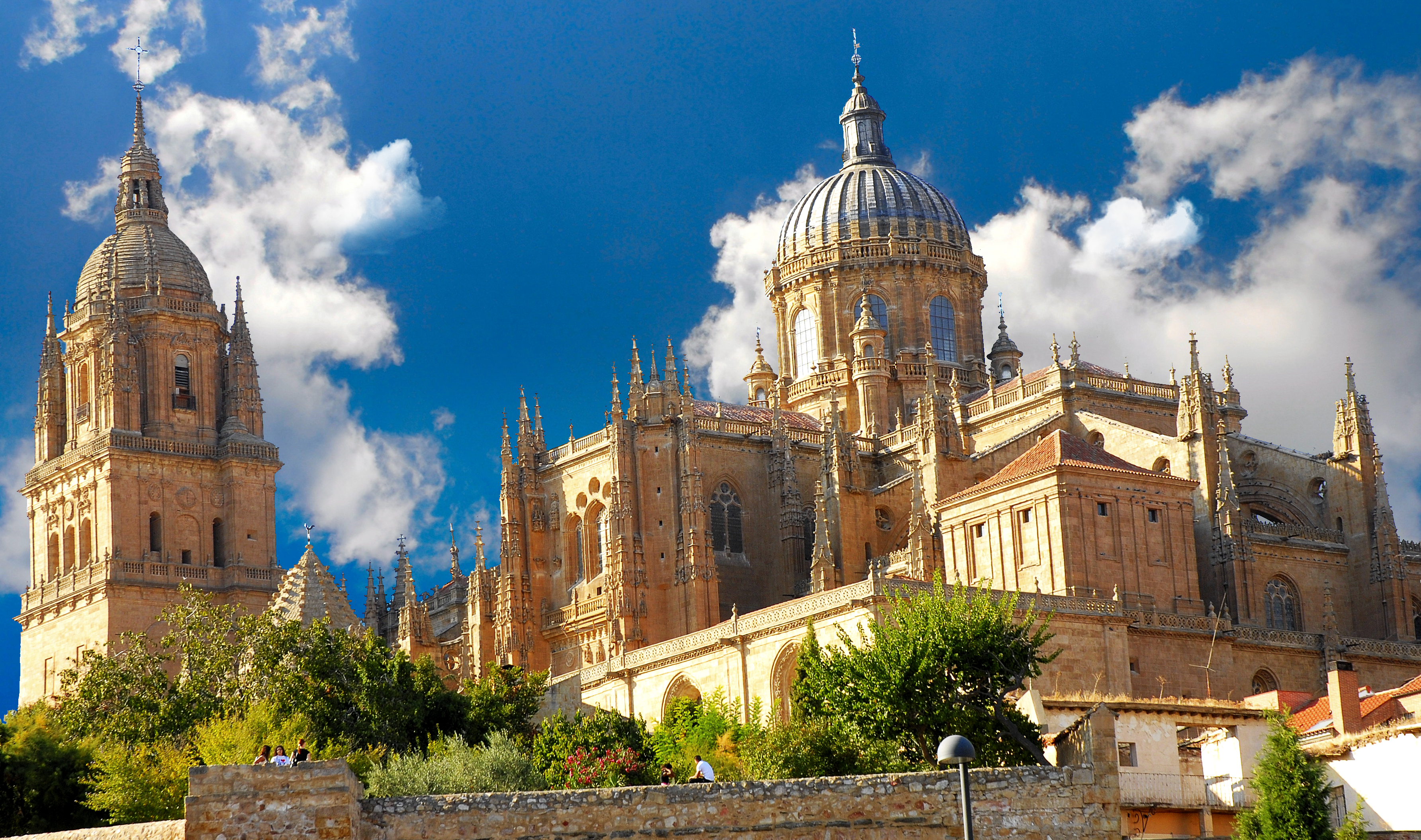
Catedrala Nouă

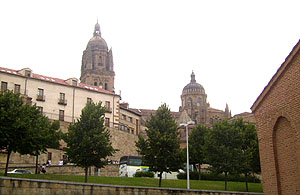
Cele două catedrale din Salamanca

Catedrala Nouă (spaniolă: Catedral Nueva) este, alături de Catedrala Veche, una din cele două catedrale din Salamanca, Spania. A fost construită între secolele XVI-XVIII în două stiluri: gotic târziu și baroc. Construcția a început în 1513 și catedrala a fost consacrată în 1733. A fost comandată de Ferdinand al II-lea de Aragon și a fost declarată monument național prin decret regal în 1887.

## Astronautul din Salamanca
Pe portalul "Puerta de Ramos" de la noua catedrală din Salamanca  („Catedral Nueva“), în timpul lucrărilor de renovare din anul 1992, a fost sculptat (cu acceptul bisericii) un astronaut de cca 20 cm înălțime, ca simbol contemporan al secolului al XX-lea. În afara acestuia au fost sculptate și alte figuri: râs, taur, dragon (care mănâncă înghețată), crab, barză și iepure. În Spania există vechiul obicei ca la lucrările de renovare ale bisericilor să se introducă în mod voit elemente contemporane. Sculpturile noi au fost executate de cioplitorii în piatră Jeronimo Garcia și Miguel Romero. Unii locuitori n-au fost de acord cu acestea, unele din ele fiind chiar vandalizate în anul 2010. Cioplitorul Miguel Romero le-a refăcut în același an. Pe de altă parte, unii conspiraționiști neinformați au lansat o serie de teorii fanteziste cu privire la  astronaut. Între timp astronautul a devenit o atracție turistică a orașului.

## Galerie de imagini

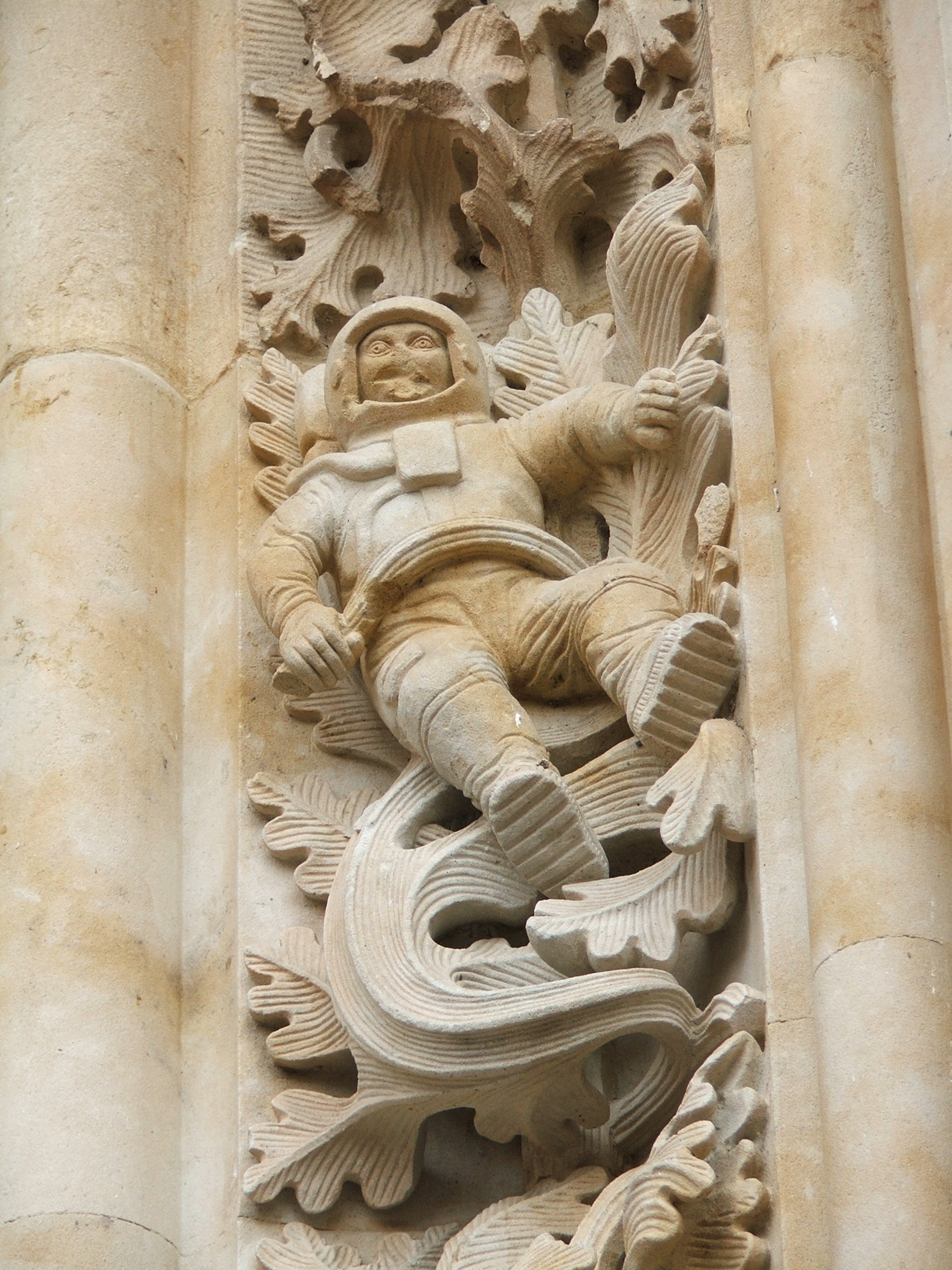
Astronautul original (1992)
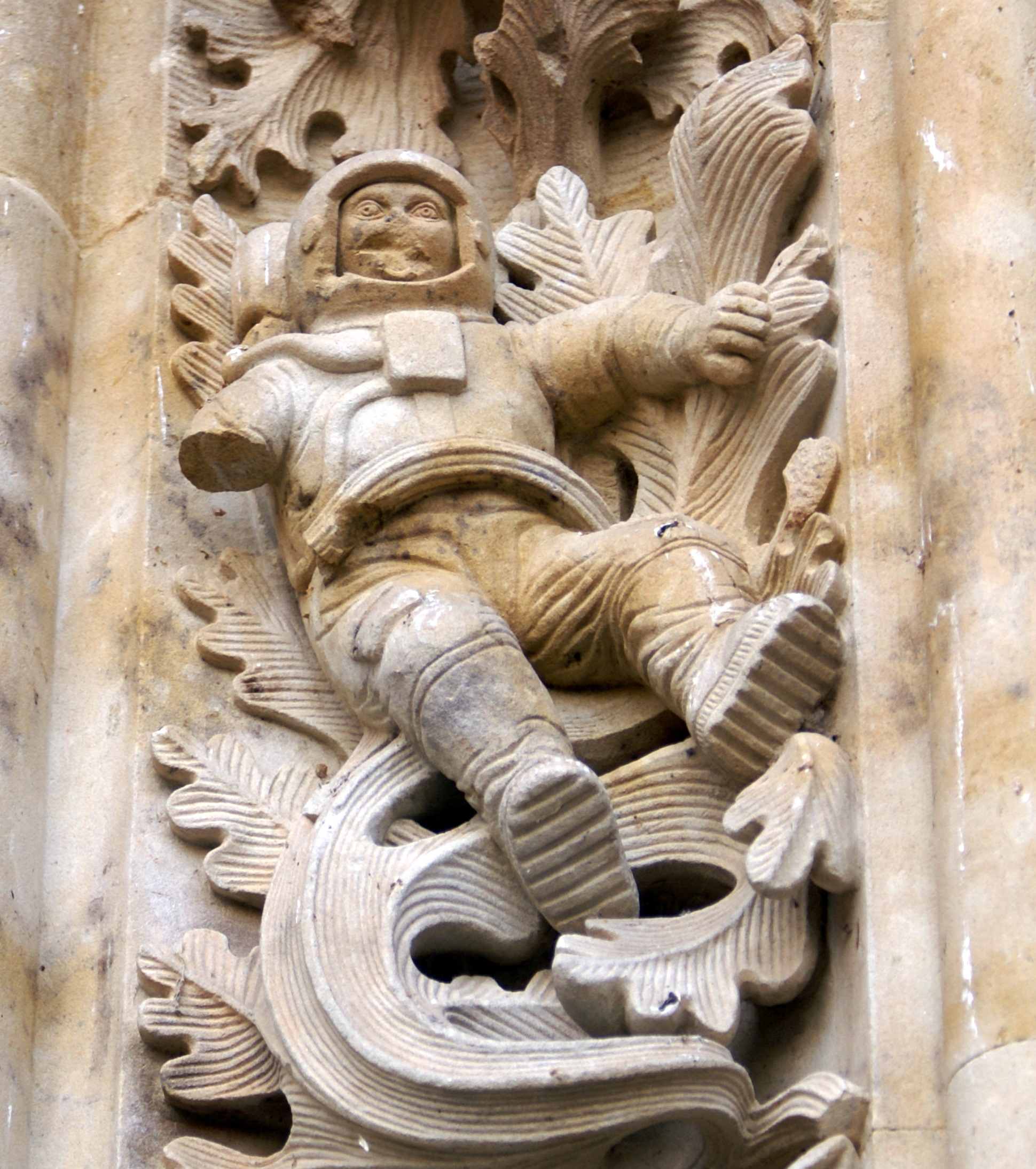
Astronautul vandalizat (2010)
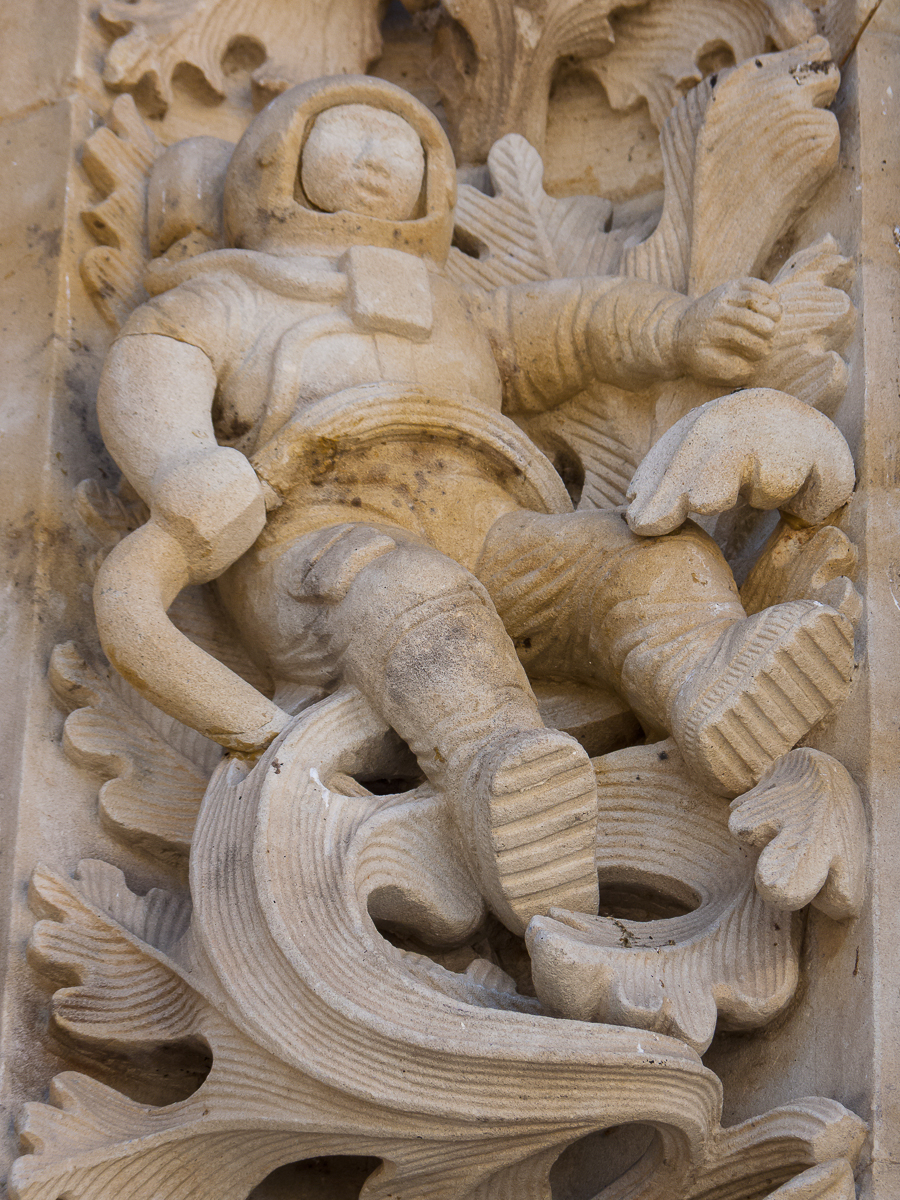
Astronautul după restaurare (2010)

## Legături externe
- Materiale media legate de Catedrala Nouă din Salamanca la Wikimedia Commons
- es  Cathedrals of Salamanca website